# 알렉산더 바흐만
알렉산더 바흐만(독일어: Alexander Bachmann, 1994년 7월 19일~)는 독일의 태권도 선수이다. 2020년 하계 올림픽 남자 헤비급에 참가했고 세계 선수권 대회에서 금메달 1개, 유럽 선수권 대회에서 동메달 1개, 세계 군인 체육 대회에서 은메달 1개를 획득했다.

## 경력
슈투트가르트 출신이다.
2015년 10월 대한민국 문경에서 열린 2015년 세계 군인 체육 대회 남자 미들급에서 프랑스의 음바르 은디아이의 뒤를 이어 은메달을 획득했다. 이후 2017년 6월 대한민국 무주에서 열린 2017년 세계 선수권 대회 남자 미들급에서 러시아의 블라디슬라프 라린을 꺾고 우승을 차지했다.
바흐만은 2021년 7월 코로나 범유행으로 인해 1년 연기되어 일본 도쿄에서 열린 2020년 하계 올림픽에 독일 국가대표로 참가했다. 그는 남자 헤비급 첫 경기에서 대한민국의 인교돈에게 패해 탈락했다.

## 개인사
아내인 라비아 귈레치 또한 태권도 선수이다.